# Pachygaster piriventris
Pachygaster piriventris är en tvåvingeart som beskrevs av Rozkosny och Kovac 1998. Pachygaster piriventris ingår i släktet Pachygaster och familjen vapenflugor. Inga underarter finns listade i Catalogue of Life.